# アイダ・ベイ鉄道
アイダ・ベイ鉄道（英: Ida Bay Railway）は、オーストラリア連邦タスマニア州ホバート市より105キロメートル (65 mi)南で運行されている、延長7-キロメートル (4.3 mi)、軌間2 ft (610 mm)のナローゲージ保存トラムウェイである。

## 立地および特徴
当トラムウェイはルーン・リバー (Lune River) の西側の採石場からアイダ湾 (Ida Bay) にある桟橋まで石灰石の輸送を促進するために、1919年に開業した。
1975年までは貨物輸送を行っていた。
1977年にタスマニア州政府によって当トラムウェイが買収され、観光名所を目的とした民間事業者に貸与された。
様々なリース保有者が数年間苦労しながら当鉄道を運営して利益を上げていたが、2004年に当路線が再開業されてからのここ数年間は成功を収めている。
ルーン・リバーの駅からの2時間の往復移動では、ボタングラスの低草原地帯を通ってアイダ湾の堤防へ行き、その後ディープ・ホール (Deep Hole) にある古い石灰石の桟橋に乗り、駅に戻る前にビーチサイドに停車する。
有標のハイキング道がサウスポート・ラグーン (Southport Lagoon) へと通じている。
バーベキュー設備、トイレ、ピクニックランチ、グループ予約、トワイライトツアーおよび夜間のキャンプ場所も利用可能である。
当地域の他の場所には、ドーバー (Dover) 、サウスポート (Southport) 、コックル・クリーク (Cockle Creek) およびヘイスティングズ洞窟 (Hastings Cave) 系がある。